# Greg Curnoe
Greg Curnoe  est un peintre canadien. Il est surtout connu pour ses sujets liés au régionalisme.  Il fait partie du mouvement artistique canadien appelé London Regionalism,.   

## Biographie
Greg Curnoe naît le 19 novembre 1936 à London en Ontario. Il fréquente l'école secondaire H. B. Beal Technical School de London de 1954 à 1956, puis la Doon School of Art avant de fréquenter le Ontario College of Art (1957-1960). 
De retour à London, Curnoe commence à travailler en atelier. Il trouve son inspiration dans la culture populaire et dans ses propres racines culturelles qui traitaient de sa désillusion face à la culture établie, au moment de quitter l'école d'art.  Il fonde le magazine Region en 1961 et la Region Gallery en 1962. Il cofonde le groupe canadien le Nihilist Spasm Band en 1965. La même année, il épouse Sheila Thompson. 
Greg Curnoe cofonde ensuite avec Pierre Théberge, en 1972, l'Association pour la documentation des aspects négligés de la culture, puis la Forest City Gallery, un centre autogéré par des artistes en 1973.  Il fait également partie avec Jack Chambers des fondateurs de la Canadian Artists' Representation/Le Front des artistes canadiens (CARFAC) en 1968, la voix nationale des artistes visuels professionnels du Canada. 
Il représente le Canada à la Biennale de São Paulo de 1969. 
En 1981, la Galerie nationale du Canada (GNC, aujourd’hui MBAC) lui consacre une importante rétrospective itinérante. En 2001, le Musée des beaux-arts de l'Ontario (MBAO) monte et fait tourner Greg Curnoe: Life & Stuff. L'artiste est aujourd'hui présent dans des collections particulières et publiques, partout au Canada. 
Il représente le Canada à la Biennale de Venise en 1976 et fait l’objet d’une rétrospective au Musée des beaux-arts de Montréal en 1981. En 2020, la galerie McIntosh de l'Université Western en Ontario présente l'exposition collective Computational Arts in Canada 1967-1974 avec les œuvres de Greg Curnoe, Kee Dwedney, Suzanne Duquet, Vera Frenkel, Leslie Mezei, N.E. Thing Co. Ltd et Roger Vilder. 

## Œuvres
Greg Curnoe a trente ans quand le Musée des beaux-arts du Canada acquiert le tout premier tableau de sa main, en 1966. Depuis lors, le MBAC collectionne ce visionnaire en profondeur. Gros disque chromatique (1980) appartient à une série consacrée à la représentation de vélos route et de roues de bicyclette motivée par la passion du cyclisme qui s'est emparée de lui en 1971. Maniaque du journal de bord et de la documentation, Curnoe documente minutieusement son activité cycliste ; il est donc logique que ce sport, à l'instar de maints autres aspects de sa vie quotidienne, se mue en point focal de son art. Gros disque chromatique fait partie d'un groupe de dessins à l'aquarelle et à la mine de plomb inspirés d'une roue de bicyclette. Il donne à voir un grand disque divisé en trente deux parties de teintes différentes se détachant sur un fond outremer. Des couleurs vibrantes nées de sa passion de bicyclette et de la théorie des couleurs, comblent les vides entre les rayons. Du « moyeu » de la roue irradient, écrites à la mine de plomb, les couleurs employées, et aussi leurs marques notées en abrégé, abréviations que décode une légende en haut à droite. À cela s'ajoutent, imprimés au pochoir, les noms en caractères d'imprimerie d'artistes doublés de maîtres coloristes que Curnoe admire : Ernst Ludwig KIRCHNER 1909, Robert DELAUNAY 1912, Mikhaïl MATIOUCHINE 1917-18,  Oscar CAHEN 1955 et Claude TOUSIGNANT. Henri Matisse et Robert Delaunay « figuraient en bonne place au menu du régime d'arts plastiques des élèves », rapportera Herb Ariss, dont Curnoe fut l'élève à la H. B. Beal Technical and Commercial High School. En 1965, Curnoe visite l'exposition Delaunay de la Galerie nationale du Canada et, en 1976, à l'issue de la Biennale de Venise où il a représenté le Canada, va admirer la rétrospective Delaunay de Paris. Le choix de la roue de bicyclette comme sujet est de plus un hommage à Marcel Duchamp, artiste dont il admire fort le travail et a fait la connaissance par l'intermédiaire de son ami et mentor Michel Sanouillet à Detroit, en 1961. L'inscription autographe en haut à gauche affirme avec enjouement que Grosse roue chromatique n'est que cela, NOT A MANDALA-NOT A WHEEL-NOT A SYMBOL/CYMBAL (Pas un mandala, pas une roue, pas un symbole/une cymbale).  
Artiste engagé, antiaméricain et opposé à toute forme d'idéologie artistique, Curnoe puise souvent son inspiration dans l'esthétique Dada ou du Pop art. Sa démarche s'appuie sur la culture populaire et la représentation de l'environnement immédiat.  

## Cyclisme
Passionné de cyclisme, il commence à participer à des compétitions en 1971. Il utilise des vélos canadiens Mariposa faits sur mesure pour lui,. Lors d'une randonnée avec le club London Centennial Wheelers, Curnoe est happé et tué par une camionnette qui a décimé le groupe des 12 cyclistes sur la route 2, juste à l'extérieur de Delaware, en Ontario,. Le London Centennial Wheelers offre un prix à son nom annuellement, soit le Greg Curnoe Memorial Award.  